# Типперэри-Хилл

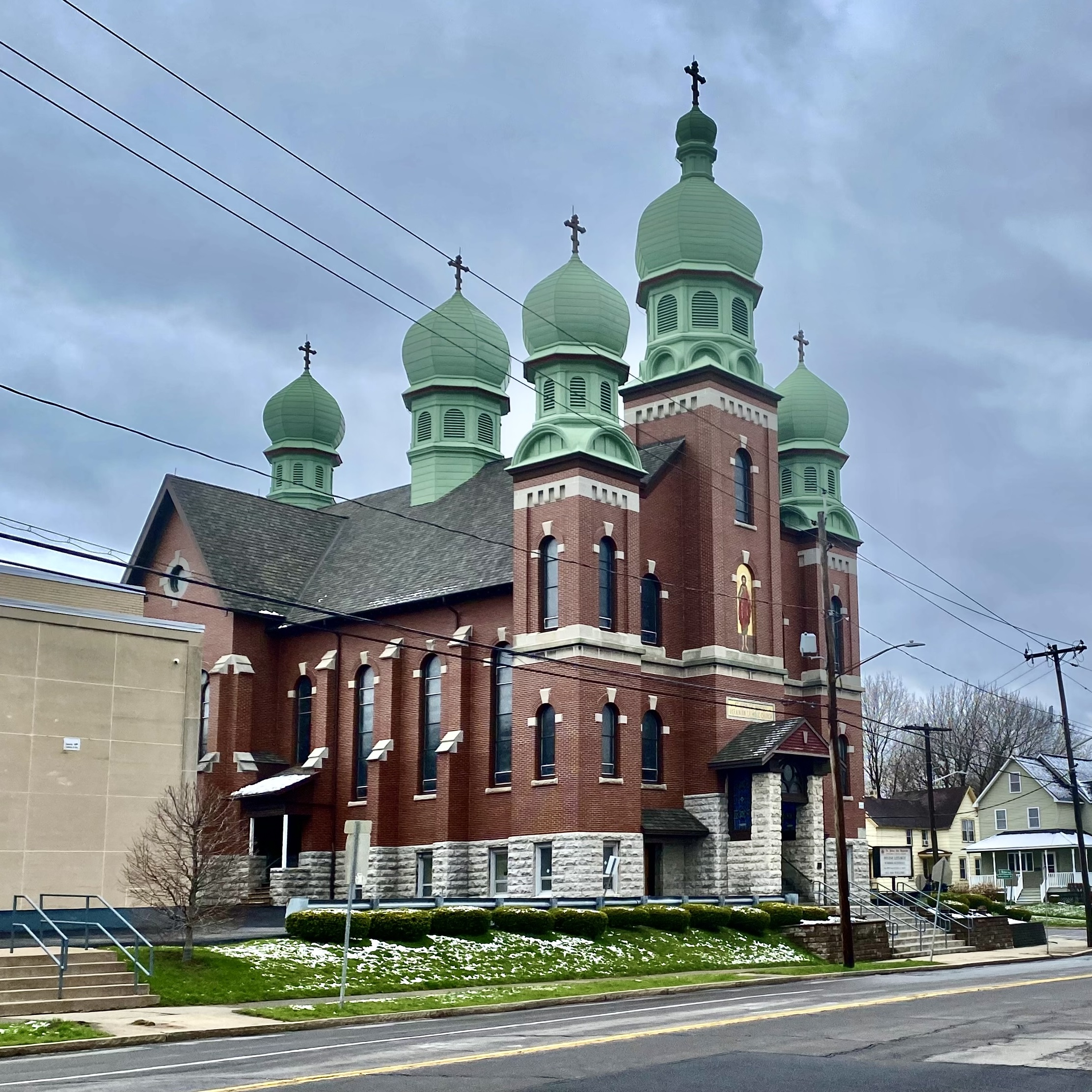
Церковь грекокатоликов на фотографии 2022 года

Типперэри Хилл (англ. Tipperary Hill, также Tipp Hill) — район в городе Сиракьюс, штат Нью-Йорк (США), в основном заселённый иммигрантами из Ирландии (из графства Типперэри).
В 1820-х годах, когда был построен канал Эри, из Олбани до Буффало, где ирландцы были главной рабочей силой, многие из них поселились к западу от города Сиракьюс, образовав таким образом настоящий район этого города.

## Достопримечательности
В Типперэри Хилл имеются четыре церкви:
- St. John’s Ukrainian Catholic Church (1913);
- St. Brigid’s Church Catholic Church, (1926);
- St. Patrick’s Church (1872);
- St. John the Baptist Greek Catholic Church (1913).

А также три кладбища:
- Sacred Heart Catholic Cemetery;
- The Myrtle Hill Protestant Cemetery;
- St. John the Baptist Greek Cemetery.

### Перевёрнутый светофор
Также достопримечательностью города является уникальный светофор. Впервые светофор в Типперэри Хилл был установлен в 1925 году на пересечении Tompkins Street и Milton Avenue. Но ирландская молодежь района, возмущаясь, что «ирландский» зелёный цвет находится под «британским», постоянно разбивала стёкла светофора, требуя, чтобы цвета располагались наоборот: зелёный выше красного. Олдермен района Джон Райан (John Ryan) просил муниципалитет оставить светофор как есть, в честь уважения ирландского населения этого района. Светофор восстанавливался в «перевёрнутом» виде, но власти штата Нью-Йорк снова приводили его в исходное состояние, как того требовал государственный закон, в частности для того, чтобы избежать путаницы для больных дальтонизмом. Противостояние длилось до марта 1928 года, пока район не получил окончательное разрешение на изменение порядка цветов, который сохраняется на этом светофоре и по сей день. В память об этих событиях один из парков в городе Сиракьюс назван Stone Throwers Park, где установлен соответствующий памятник.

Фотогалерея
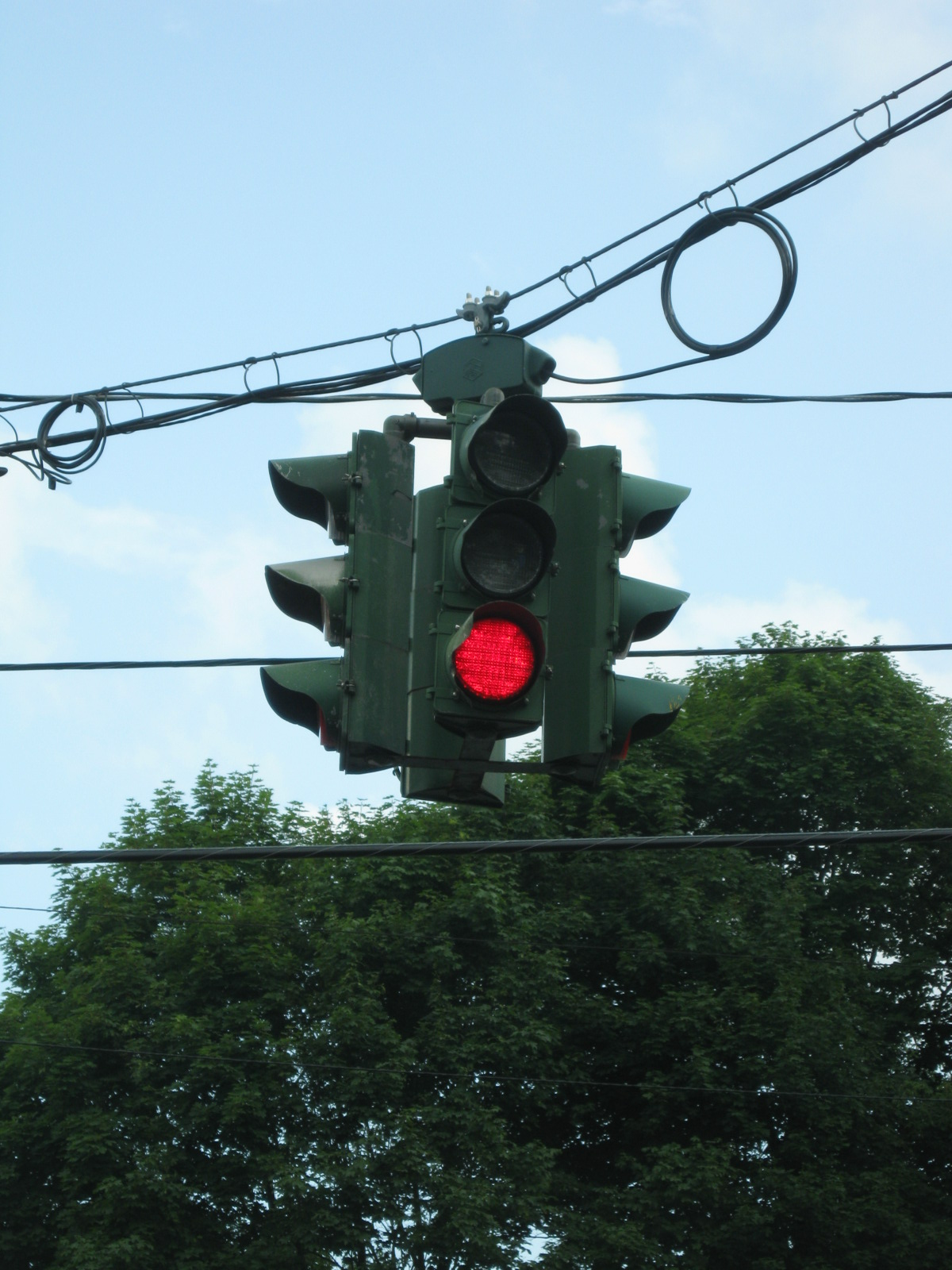
«Перевёрнутый» светофор
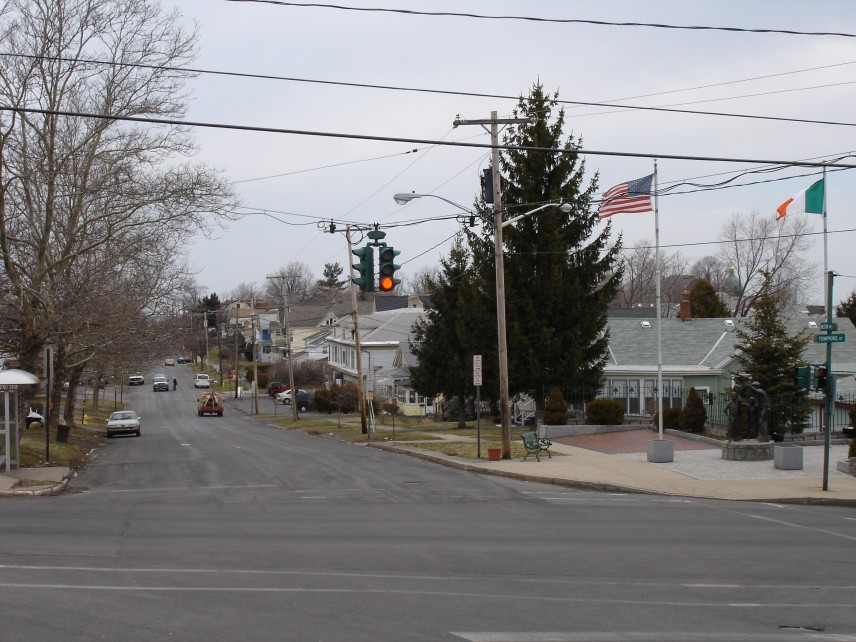
Перекрёсток, где он установлен